# Emanuele Trigona
Emanuele Trigona de Grasset, nobile dei marchesi di Canicarao (Firenze, 16 luglio 1878 – Firenze, 1º gennaio 1953), è stato un ingegnere, dirigente d'azienda e politico italiano.

## Biografia
Di nobile famiglia siciliana, nacque a Firenze il 16 luglio 1878 da Giuseppe, IX marchese di Canicarao, e da Maria Carolina dei conti de Grasset, di cui era figlio secondogenito.
Laureato in ingegneria, iniziò subito dopo la sua attività lavorativa in ambito industriale. Possidente, fu dirigente delle acciaierie di San Giovanni Valdarno e di Piombino.
Aderì al Partito Nazionale Fascista, nelle cui file fu deputato alla XXVII, XXVIII, XXIX legislatura, e senatore alla XXX legislatura. Sottosegretario di Stato al Ministero delle corporazioni (1929-1932), fu successivamente presidente dell'Alfa Romeo per incarico dell'IRI (1933), presidente della Società "Anonima Fondiaria" di Firenze, amministratore delegato della Società "Magona d'Italia", e presidente del Consiglio superiore delle miniere.
Decaduto da senatore nel 1945, morì celibe e senza figli a Firenze il 1º gennaio 1953.